# ケータイ刑事 銭形雷
『ケータイ刑事 銭形雷』（けーたいでか ぜにがたらい）は、2006年1月1日から9月30日までBS-iで放送されたテレビドラマ。
ケータイ刑事 銭形シリーズの第5作目。1stシリーズは全26話、2ndシリーズは全14話（計40話）。主演は小出早織。

## 概要

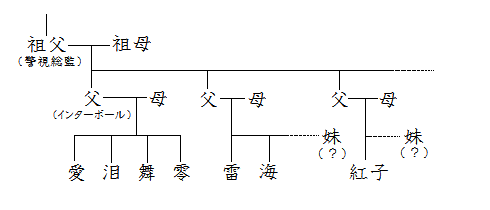
銭形家の家系図

警視総監を祖父に持つIQ180の女子高校生で、銭形四姉妹の従姉妹・銭形雷が、携帯電話を武器に難事件を解決する刑事ドラマ。雷の父親は、四姉妹の父親の弟。
ケータイ刑事シリーズ中、放送期間が最も多い作品（全40話）である。1stシリーズの相棒刑事役は、ケータイ刑事シリーズ初登場の国広富之（岡野富夫役）。2ndシリーズでは過去、同シリーズに出演経験のある草刈正雄（高村一平役）。また、鑑識役がこれまでの金剛地武志から大堀こういちに代わっている。
主演の小出早織は自分が「雷」を演じる事を知る前から何度か丹羽プロデューサーの別のドラマに出演しており、その際プロデューサーから幾度となく「カミナリに気をつけろ」と注意され遠回しに自分が「銭形雷」を演じることを暗示されていた。当人がケータイ刑事をやるのを知ったのは事務所に行った際、自分のスケジュールがケータイ刑事で埋まっているのを見た時である。その時になって初めて自分がケータイ刑事をやることを知ったという。
主人公「雷」の名前は、ポケットモンスターのライチュウからとったものである。
雷の血液型は番組開始当初はO型だったがいつの間にか本家四姉妹や妹の海と同じAB型になっている。
シリーズ当初はコメディ色を抑え「雷」のキャラもクールだったが、予算の都合や小出早織の個性を活かした結果『ケータイ刑事 銭形泪』『ケータイ刑事 銭形零』同様のコメディ路線になっていった。
主演の小出早織が焼き芋好きという事もあってか他のシリーズに比べて焼き芋ネタが多い。
2ndシリーズでは小出早織の提案で雷の髪型をショートカットにしたが、髪はその後どんどん伸びていき話数が進むにつれバンク映像の口上シーンと髪型が繋がらなくなっていった。これは髪を切った直後に「舞妓Haaaan!!!」の駒子役の出演が決まり舞妓を演じる為のカツラを被るために髪を急遽伸ばさなくてはいけなくなったからである。
ポスターおよびDVD-BOXのジャケットは、1stシリーズ2種類・2ndシリーズ1種類の計3種類ある。
DVD-BOX IIIメイキングの「雷と柴田のこどもケータイ電話相談室」第5回において「ケータイ刑事 銭形シリーズ」ファンの中でも特に銭形雷好きの人たちのことを「シャーロキアン」や「トレッキー」に倣い、かっこよさを求めるなら「ライアン」、オチャメにいくなら「ピカリアン」と命名された。
2007年3月10日に新宿トーアにて、映画『ケータイ刑事 THE MOVIE2 石川五右衛門一族の陰謀〜決闘!ゴルゴダの森』の公開初日舞台挨拶が行われた際、小出早織のケータイ刑事シリーズ卒業式が行われた。
なお、卒業式を行ったにもかかわらず、小出は次シリーズである「ケータイ刑事 銭形海」の文化祭や舞台に銭形雷役でゲスト出演をしている（ただし、その際の服装はケータイ刑事のトレードマークのひとつでもある青葉台学園の学生服ではなく、警官（フィンランド警察）の制服となっている。）。ちなみに銭形雷の出演シーンはDVDに収録されており、本放送では全てカットされている。
2ndシリーズ12話・13話のタイトルについて、公式ページでは「BS初!…」となっているが、本編とTHE MOVIE2 オフィシャルブックのシリーズ解説ではBS-i初となっている。またDVDのメニュータイトルでは該当部分は無くなっており「まさかオペラ!? 〜犯人はあなただ!殺人事件〜」だけとなっている。
2007年6月12日のTBSでの再放送において、当日までの各種番組表では2ndシリーズ7話の予定だったが実際には8話が放送されるということがあった。さらに放送日前後数日は次週の番組表の放送予定は8話だったのがその後9話に修正されそのまま9話が放送され、また1週遅れで放送していたMBSでは通常通り7話は放送された。
現在、CBCで火曜25:25-26:00（実際のO.Aは25:27-25:57）に1stシリーズ、CSファミリー劇場で日曜22:00-23:00（2本立て）に2ndシリーズを再放送中。

## 登場人物
キャスト
- 銭形雷：小出早織
- 岡野富夫：国広富之（1stシリーズのみ出演）
- 高村一平：草刈正雄（2ndシリーズのみ出演）
- 柴田束志：大堀こういち
- 「警視庁から入電中」ボイス：小林麻耶（TBSアナウンサー）

## 主題歌
- 明日吹く風（歌：小出早織、作詞：丹羽多聞アンドリウ、作曲：遠藤浩二）

## CMについて
- NTTドコモ3ミニッツCMとして『キャンディーハート』が放送されていた。

## 放送リスト

### 1stシーズン
| 話数 | タイトル                                                           | 脚本             | 監督       | 出演ゲスト                 | 初回放送日   |
| ---- | ------------------------------------------------------------------ | ---------------- | ---------- | -------------------------- | ------------ |
| 1    | カミナリ刑事登場！～お天気クイーン殺人事件                         | 林誠人           | 廣木隆一   | 宝積有香                   | 2006年1月1日 |
| 2    | Jホラー VS SAYURI～ニッポンの幽霊は怖いヨ！殺人事件                | 三宅隆太         | 佐々木浩久 |                            | 1月8日       |
| 3    | 考古学者VS銭形雷～縄文人の変死体事件                               | 加藤公平         | 鈴木浩介   | 斉藤暁                     | 1月15日      |
| 4    | 死体は夜あるく？～病院たらい回し殺人事件                           | 豊島圭介         | 鈴木浩介   | 並樹史朗、滝本ゆに         | 1月22日      |
| 5    | 小学生検事VS銭形雷～大学教授殺人事件                               | 渡邉睦月         | 田沢幸治   | 小林正寛                   | 1月29日      |
| 6    | お帰りなさいませ、御主人様！～萌え系メイドカフェ殺人事件           | 三宅隆太         | 村上賢司   | 脇智弘                     | 2月5日       |
| 7    | 美しいものが勝つ！～銭形雷VS黒いバラ                               | 豊島圭介         | 山口祐司   | 山崎銀之丞                 | 2月12日      |
| 8    | 死ぬほどつまらない合コン！～こいつほんとに死んでるよ殺人事件       | 加藤公平         | 吉川厚志   |                            | 2月19日      |
| 9    | 狼男は見た!?～死体のない殺人事件                                   | 中邨武尊         | 三原光尋   | 半海一晃                   | 2月26日      |
| 10   | 昆虫大パニック!?～恐怖の殺人蚊殺人事件                             | 三宅隆太         | 塚原あゆ子 | 半海一晃                   | 3月5日       |
| 11   | 虹は知っていた！～写真家アシスタント殺人事件                       | 三宅隆太         | 安里麻里   | 諏訪太朗                   | 3月12日      |
| 12   | 雷が凶器？～森田正光殺人事件                                       | 林誠人、山田広野 | 佐々木浩久 |                            | 3月19日      |
| 13   | 雷が凶器？～森田正光殺人事件                                       | 林誠人、山田広野 | 佐々木浩久 | 3月26日                    |              |
| 14   | わたしの色気でとろけなさい！～新人女優殺人事件                     | 渡邉睦月         | 田沢幸治   | 喜多嶋舞                   | 4月1日       |
| 15   | 幻の女子高生刑事と共に追う謎！～スカイフィッシュは実在した殺人事件 | 佐々木浩久       | 井口昇     | 三原光尋                   | 4月8日       |
| 16   | 推理王は誰だ？～名探偵の助手殺人事件                               | 三宅隆太         | 山口祐司   | 酒井敏也、林和義、滝本ゆに | 4月15日      |
| 17   | ミステリー作家は二度死ぬ!?～江戸川サンポ殺人事件                   | 加藤淳也         | 豊島圭介   |                            | 4月22日      |
| 18   | 地球最後の日！～デイ・アフター・トゥモロー殺人事件                 | 林誠人           | 吉川厚志   | 佐藤二朗                   | 4月29日      |
| 19   | No.1ホストVS銭形雷～シャンパンタワー殺人事件                       | 加藤公平         | 浜弘大     | 滝本ゆに                   | 5月6日       |
| 20   | タネも仕掛けもありません～売れないマジシャン殺人事件               | 三宅隆太         | 村上賢司   | 宝積有香                   | 5月13日      |
| 21   | レッドカードはあいつだ！～フットサン殺人事件                       | 中邨武尊         | 吉村剛弘   |                            | 5月20日      |
| 22   | 気分はもうスピード!?～バスジャック殺人事件                         | 加藤淳也         | 古厩智之   |                            | 5月27日      |
| 23   | 時間を操る美女～大学教授殺人事件                                   | 佐々木浩久       | 古厩智之   |                            | 6月3日       |
| 24   | キョの三宝を守れ！～銭形雷探偵団VS怪人5面相殺人事件                | 渡辺千穂         | 森永恭朗   | 緋田康人、久松信美、林和義 | 6月10日      |
| 25   | さよなら、トミー！～ひょっこりひょう多もん島殺人事件（前編）       | 林誠人           | 三原光尋   | 田中要次                   | 6月17日      |
| 26   | さよなら、トミー！～ひょっこりひょう多もん島殺人事件（後編）       | 林誠人           | 三原光尋   | 田中要次                   | 6月24日      |

### 2ndシーズン
| 話数 | タイトル                                                       | 脚本       | 監督       | 出演ゲスト                             | 初回放送日   |
| ---- | -------------------------------------------------------------- | ---------- | ---------- | -------------------------------------- | ------------ |
| 1    | バーボン刑事、リターンズ！～七夕クイーン殺人事件               | 渡邉睦月   | 廣木隆一   | 宝積有香                               | 2006年7月1日 |
| 2    | 完璧な偶然！～ノブヒロさん殺人事件                             | 林誠人     | 田沢幸治   | 田中有紀美                             | 7月8日       |
| 3    | 瞬間移動した死体～元人気女優誘拐事件                           | 豊島圭介   | 佐々木浩久 | 石野真子                               | 7月15日      |
| 4    | カッパに負けたイナバウアー?!～河童沼殺人事件                   | 増本庄一郎 | 鈴木浩介   | 谷津勲                                 | 7月22日      |
| 5    | かなりバッチリナイスガイの高村さん～「まだらの紐」殺人事件     | 加藤淳也   | 村上賢司   |                                        | 7月29日      |
| 6    | 轟け稲妻スパイク！～灼熱のビーチバレー殺人事件                 | 加藤淳也   | 古厩智之   |                                        | 8月5日       |
| 7    | 何か、ただならない、いわくつきの何か、そんな感じ～銭形雷の悪夢 | 坪田塁     | 堀英樹     | 佐藤二朗、林和義                       | 8月12日      |
| 8    | 心に嘘はつけないぜ！～サイコドクター殺人事件                   | 中山智博   | 土生川明弘 | 矢部美穂                               | 8月19日      |
| 9    | ターゲットは雷！～殺し屋の殺し屋による殺し屋のための殺人事件   | 加藤淳也   | 森永恭朗   | 丹羽多聞アンドリウ、渡邉睦月、半海一晃 | 8月26日      |
| 10   | 帰ってきたアイツ！～銭形雷襲撃事件                             | 三宅隆太   | 豊島圭介   | 波岡一喜                               | 9月2日       |
| 11   | キャの三宝を守れ！～銭形雷探偵団VS怪人3面相事件                | 渡辺千穂   | 塚原あゆ子 | 林和義、久松信美                       | 9月9日       |
| 12   | BS初！まさかオペラ!?～犯人はあなただ！殺人事件（前編）         | 林誠人     | 廣木隆一   |                                        | 9月16日      |
| 13   | BS初！まさかオペラ!?～犯人はあなただ！殺人事件（後編）         | 林誠人     | 廣木隆一   | 9月23日                                |              |
| 14   | さらば友よ～相棒の絆事件                                       | 三宅隆太   | 佐々木浩久 | 戸田昌宏                               | 9月30日      |

※日付はBS-iにおける初回放送日。

## DVD
ケータイ刑事 銭形雷 DVD-BOX I
- DVD-Video 四枚組
- 規格番号: BBBJ-9208
- 2006年12月22日発売
- 初回特典: 小出早織特製カレンダー
- 発売元: TBS
- 販売元: 株式会社ハピネット・ピクチャーズ

ケータイ刑事 銭形雷 DVD-BOX II
- DVD-Video 四枚組
- 規格番号: BBBJ-9209
- 2007年1月26日発売
- 初回特典: 雷形ストラップアクセサリー
- 発売元: TBS
- 販売元: 株式会社ハピネット・ピクチャーズ

ケータイ刑事 銭形雷 DVD-BOX III
- DVD-Video 四枚組
- 規格番号: BBBJ-9210
- 2007年5月25日発売
- 初回特典: 銭形雷携帯ストラップ
- 発売元: TBS
- 販売元: 株式会社ハピネット・ピクチャーズ